# Coda (Film)
Coda ist ein Filmdrama von Siân Heder, das Ende Januar 2021 beim Sundance Film Festival seine Premiere feierte. Am 13. August 2021 kam Coda in die US-Kinos. In dem Coming-of-Age-Film ist die 17-jährige Ruby Rossi, gespielt von Emilia Jones, das einzige hörende Mitglied ihrer ansonsten gehörlosen Familie. Als sie ihre Leidenschaft für das Singen entdeckt, gerät die junge Frau in einen Konflikt zwischen der Verantwortung gegenüber ihrer Familie und ihrem Traum, am Berklee College of Music in Boston Gesang zu studieren. Im Rahmen der Oscarverleihung 2022 erhielt Coda insgesamt drei Auszeichnungen, unter anderem als bester Film.

## Handlung
Die 17-jährige Ruby ist als Coda das einzig hörende Mitglied ihrer ansonsten gehörlosen Familie. Für ihre Eltern und ihren älteren Bruder Leo ist sie nicht nur als Dolmetscherin von großer Bedeutung, sondern hilft auch jeden Tag vor der Schule, das Fischereigeschäft der Familie in Gloucester am Leben zu erhalten. In der Schule wird sie dafür von ihren Mitschülern gehänselt; einzig ihre Freundin Gertie hält zu ihr.
Als Ruby dem Chor ihrer High School beitritt, um ihrem Schwarm Miles näher sein zu können, entdeckt der Musiklehrer Bernardo Villalobos ihr Talent fürs Singen. Villalobos möchte, dass sie und Miles bei einer anstehenden Herbstaufführung des Chors ein Duett aufführen, weshalb beide auch außerhalb der Schule mehr Zeit miteinander verbringen und schließlich zusammenkommen. Rubys Chorleiter stellt ihr zusätzlich auch ein Stipendium für das Berklee College of Music in Boston in Aussicht; sie müsse dafür nur private Gesangsstunden bei ihm nehmen.
Gleichzeitig gerät Rubys Familie in immer größere finanzielle Not. Die Zwischenhändler fordern einen immer höheren Anteil am Umsatz durch den gefangenen Fisch und hetzen den Fischern zudem kostspielige Kontrolleure auf den Hals. Als Rubys Vater Frank den Vorschlag vorbringt, ein eigenes Vertriebsunternehmen mit fairen Konditionen zu gründen, schließen sich auch andere Fischer der Familie an. In der Folge muss Ruby zunehmend organisatorische Aufgaben übernehmen und vernachlässigt so ihren Gesangsunterricht bei Villalobos. Als auch ihre Mutter Jackie das Singen als albernen Teenager-Traum abtut und auf ihr Engagement in der Firma setzt, kommt es zum Streit innerhalb der Familie. Ruby fährt am nächsten Morgen nicht mit zur See, weshalb Frank aufgrund des Fehlens einer hörenden Person an Bord vorübergehend seinen Fischereischein verliert und eine hohe Geldstrafe bezahlen muss.
Am Tag der Herbstaufführung des Chors sitzen Frank, Jackie und Leo im Publikum. Alle drei können das Gesangstalent von Ruby anhand der Zuschauerreaktionen nur erahnen, erkennen aber die Bedeutung für sie. So macht sich die Familie auf den Weg nach Boston, wo Ruby am Vorsingen fürs Berklee College of Music teilnimmt. Als sich ihr Vater, ihre Mutter und ihr Bruder heimlich in den Saal schleichen, untermalt Ruby ihre Aufführung von Joni Mitchells Song Both Sides, Now plötzlich mit American Sign Language, damit auch ihre Familie das Lied verstehen kann. Nachdem sie in der Folge am College angenommen wird, verlässt sie ihre Familie. Diese steht nun dank des eigenen Fischereiunternehmens auch ohne Ruby auf eigenen Beinen.

## Produktion

### Regie und Drehbuchentwicklung

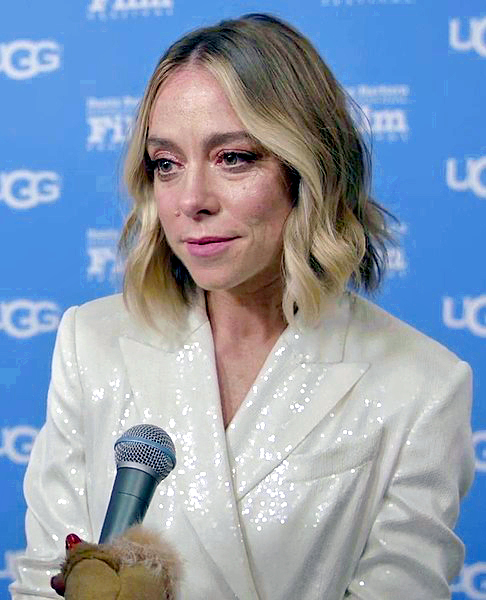
Regisseurin Siân Heder

Regie führte Siân Heder, die auch das Drehbuch schrieb. Es handelt sich bei Coda um ein Remake des französischen Films Verstehen Sie die Béliers? von Éric Lartigau.
Zwar sei der Film Verstehen Sie die Béliers? mit viel Herz gemacht worden, so die Regisseurin, doch sie wollte diese Geschichte nur als Ausgangspunkt nutzen, um etwas ganz Eigenes zu machen. Da sie in Gloucester in Massachusetts aufwuchs und von den Kämpfen der Fischereiindustrie dort wusste, siedelte sie die Ausgangsgeschichte in einer Fischerfamilie an. Alexandria Wailes und Anne Tomasetti halfen Heder beim Schreiben des Drehbuchs in American Sign Language. Hierbei handele es sich um eine ganz eigene Sprache, mit einer eigenen Grammatik und eigener Syntax, so die Regisseurin.

### Besetzung und Synchronisation
| Darsteller         | Synchronsprecher   | Rolle               |
| ------------------ | ------------------ | ------------------- |
| Emilia Jones       | Yamuna Kemmerling  | Ruby Rossi          |
| Eugenio Derbez     | Patrick Winczewski | Bernardo Villalobos |
| Kevin Chapman      | Lutz Schnell       | Brady               |
| Ferdia Walsh-Peelo | Patrick Baehr      | Miles               |
| John Fiore         | Wolfgang Wagner    | Tony Salgado        |
| Jason Pugatch      | Gerrit Schmidt-Foß | Doktor              |
| Tony Viveiros      | Stefan Fredrich    | Barmann             |

Die Nachwuchsschauspielerin Emilia Jones übernahm die Hauptrolle von Ruby Rossi. Ferdia Walsh-Peelo spielt ihren Gesangspartner Miles, Eugenio Derbez den Musiklehrer und Chorleiter Bernardo Villalobos. Oscargewinnerin Marlee Matlin und Troy Kotsur spielen Rubys Eltern Jackie und Frank, Daniel Durant ihren älteren Bruder Leo. Amy Forsyth spielt Rubys Freundin Gertie. Einige Mitglieder des Chors werden von Studierenden der A-cappella-Gruppe des Berklee College of Music gespielt. Alle gehörlosen Figuren werden von gehörlosen Schauspielern gespielt, denn Heder wollte für Coda die Geschichte authentisch erzählen. Daher ist der Film teilweise untertitelt.
Die deutsche Synchronisation entstand nach einem Dialogbuch und der Dialogregie von Stefan Fredrich im Auftrag der FFS Film- & Fernseh-Synchron GmbH, Berlin.

### Dreharbeiten und Filmmusik
Gedreht wurde in Gloucester und auf See gemeinsam mit einheimischen Fischern, die den Schauspielern beibrachten, Fisch auszuweiden, mit der Winde zu arbeiten und die Netze einzuholen. Als Kamerafrau fungierte Paula Huidobro. In Vorbereitung auf die Dreharbeiten erlernte Heder die Basics der American Sign Language, musste sich am Set jedoch größtenteils auf ihre Übersetzerinnen Wailes und Tomasetti verlassen.

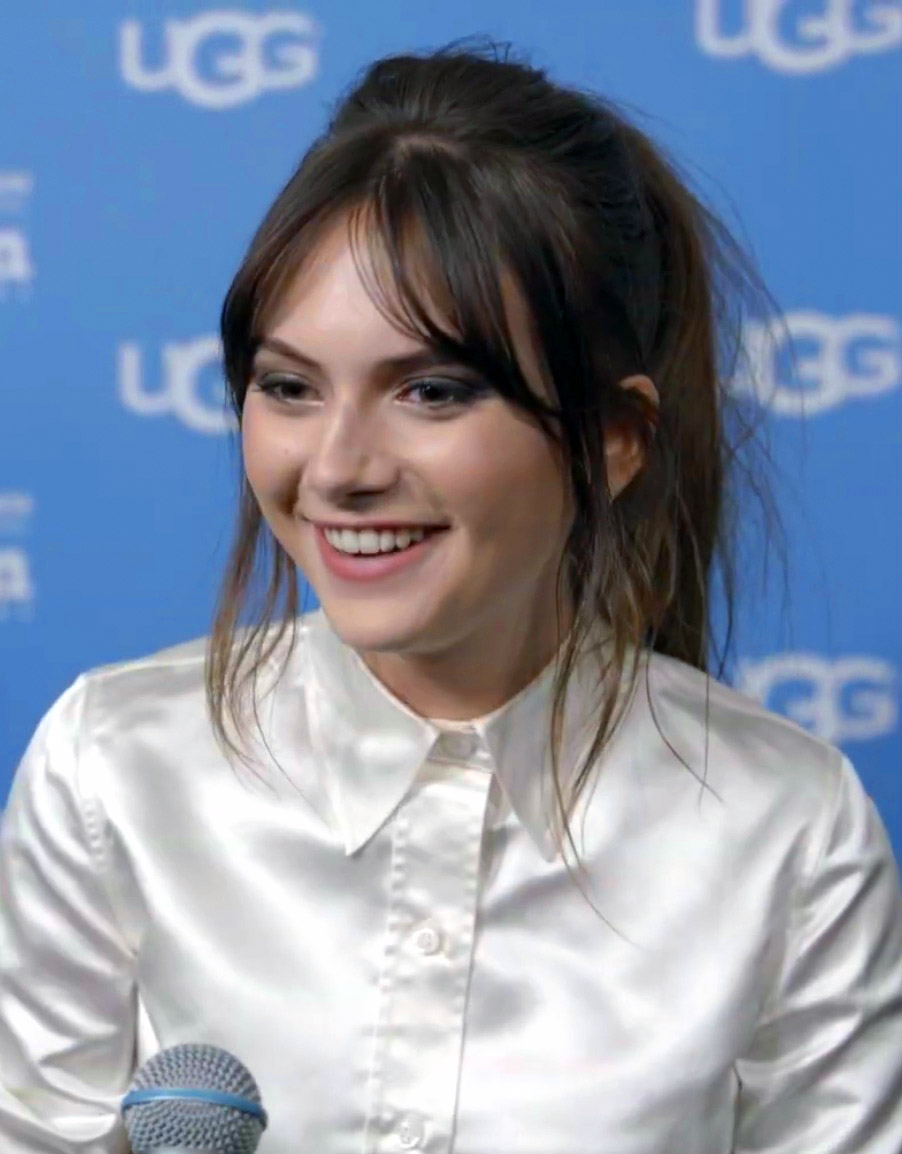
Emilia Jones spielt in der Hauptrolle Ruby Rossi

Die Filmmusik komponierte Marius de Vries. Zudem arbeitete das Musikteam mit Sängern und einem Chor zusammen. Das Soundtrack-Album mit insgesamt 18 Musikstücken, auf dem auch Songs von Etta James, The Clash, Marvin Gaye & Tammi Terrell und Beyond the Shore geschrieben von de Vries, dem Musikproduzenten Nicholai Baxter, der Regisseurin und dem Filmkomponisten Matt Dahan und interpretiert von Hauptdarstellerin Emilia Jones enthalten sind, wurde am 13. August 2021 von Republic Records als Download veröffentlicht. Ebenfalls auf dem Album enthalten ist der im Original von Joni Mitchell stammende Folksong Both Sides, Now in der Version von Jones, den sie in der Rolle von Ruby für das Vorsingen an der Berklee School of Music gewählt hat.

### Veröffentlichung
Erste Vorstellungen fanden ab 28. Januar 2021 beim aufgrund der COVID-19-Pandemie hybrid veranstalteten Sundance Film Festival statt. Dort sicherte sich Apple TV+ für 25 Millionen US-Dollar die weltweiten Vertriebsrechte am Film. Dort wird er seit 13. August 2021 gezeigt, nebst einer Veröffentlichung in ausgewählten US-Kinos. Ende August 2021 wurde er beim norwegischen Filmfestival in Haugesund gezeigt.

## Rezeption

### Kritiken
Der Film konnte bislang 94 Prozent aller Kritiker bei Rotten Tomatoes überzeugen und erhielt hierbei eine durchschnittliche Bewertung von 7,8 der möglichen 10 Punkte, womit er aus den 22. Annual Golden Tomato Awards als Drittplatzierter in der Kategorie Filmdramen des Jahres 2021 hervorging. Auf Metacritic erhielt der Film einen Metascore von 72 von 100 möglichen Punkten.

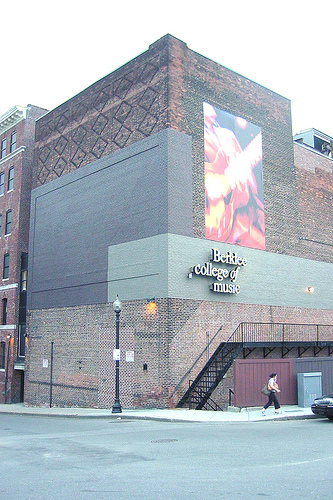
Ziel von Rubys Träumen: das Berklee College of Music

Kate Erbland von IndieWire schreibt, auch wenn die Prämisse, dass Ruby ein Talent besitzt, das ihre Familie buchstäblich nicht selbst entdecken kann, manch einen die Augen verdrehen lassen mag, vermeide es Siân Heder, die Geschichte kitschig werden zu lassen. Coda fühle sich echt an, selbst in jenen Momenten, die einer Anleitung für die Herstellung von Coming-of-Age-Filmen entnommen scheinen. Während der Film dem Gefühlsleben von Ruby und ihrer Familie früh eine Bühne biete, müssten Nebenfiguren auf ihren Einsatz warten. Während Gertie zunächst als eine Art junger, verrückter Teenager vorgestellt werde und Miles anfänglich den Mund nur zum Singen öffnen darf, und der Musiklehrer auf einen Menschen reduziert wird, der nichts mehr liebt, als die jungen Menschen zum Singen zu motivieren, erhielten all diese Figuren im Laufe des Films ihre eigenen Dimensionen.
Jon Frosch von The Hollywood Reporter meint, den Fokus auf die engen Beziehungen zwischen Gehörlosen und Hörenden zu legen, gebe dem Film als Vertreter des Coming-of-Age-Genres Frische, und Heder gehe klug mit den gängigen Elementen um, die dieses ausmache, vom Schulkonzert über das Vorsprechen bis hin zum ersten Kuss und Herzschmerz. Sie habe den Film mit ungewöhnlicher Zartheit und Sensibilität inszeniert, wenn sie die Besetzung in ihrem Film die vielen verschiedenen Gefühle durchlaufen lässt, von Rubys bedingungsloser Hingabe an ihre Familie, aber auch ihren Groll, sich nie an die erste Stelle setzen zu können, bis hin zu ihrem Schuldgefühl, als sie dies dann doch zum ersten Mal tut. Der Schmerz ihrer Eltern umgekehrt vermische sich mit dem Stolz auf ihre Tochter und dem Wunsch, sie glücklich zu sehen, so Frosch.

### Auszeichnungen (Auswahl)
Vom American Film Institute wurde Coda in die Top Ten der Filme des Jahres 2021 aufgenommen. Im Folgenden weitere Auszeichnungen und Nominierungen.
British Academy Film Awards 2022

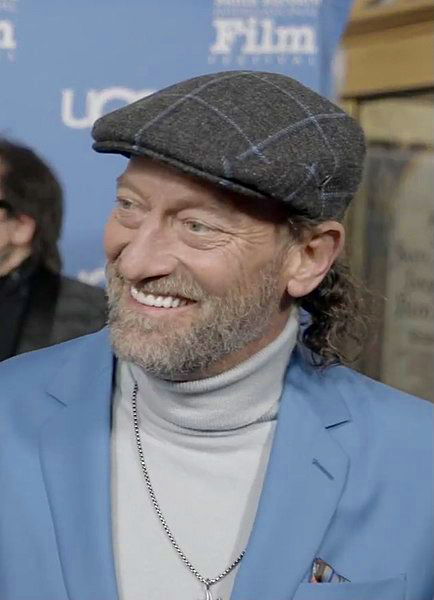
Troy Kotsur spielt Frank Rossi

- Auszeichnung für das Beste adaptierte Drehbuch (Siân Heder)
- Nominierung als Beste Hauptdarstellerin (Emilia Jones)
- Auszeichnung als Bester Nebendarsteller (Troy Kotsur)

Critics’ Choice Movie Awards 2022
- Nominierung als Bester Film
- Auszeichnung als Bester Nebendarsteller (Troy Kotsur)
- Nominierung als Beste Jungdarstellerin (Emilia Jones)
- Nominierung für das Beste adaptierte Drehbuch (Siân Heder)

Golden Globe Awards 2022
- Nominierung als Bester Film
- Nominierung als Bester Nebendarsteller (Troy Kotsur)

Gotham Awards 2021
- Auszeichnung als Bester Nebendarsteller (Troy Kotsur)
- Nominierung als Beste Nebendarstellerin (Marlee Matlin)
- Auszeichnung als Beste/-r Nachwuchsdarsteller/-in (Emilia Jones)[18][19]

Haugesund 2021
- Auszeichnung mit dem Ray of Sunshine Award (Siân Heder)[20]

Independent Spirit Awards 2022
- Auszeichnung als Bester Nebendarsteller (Troy Kotsur)[21]

National Board of Review Awards 2021
- Aufnahme in die Top-Ten-Independentfilme[22]

Oscarverleihung 2022
- Auszeichnung als Bester Film (Philippe Rousselet, Fabrice Gianfermi, Patrick Wachsberger)
- Auszeichnung für das Beste adaptierte Drehbuch (Siân Heder)
- Auszeichnung als Bester Nebendarsteller (Troy Kotsur)

Palm Springs International Film Festival 2021
- Aufnahme in die Liste „10 Directors to Watch“ (Siân Heder)[23]

Producers Guild of America Awards 2022
- Auszeichnung als Bester Kinofilm (Philippe Rousselet, Fabrice Gianfermi und Patrick Wachsberger)[24]

Satellite Awards 2021
- Nominierung als Bester Film
- Auszeichnung für das Beste adaptierte Drehbuch (Siân Heder)
- Nominierung als Beste Nebendarstellerin (Marlee Matlin)
- Nominierung als Bester Filmsong (Beyond the Shore, Nicholai Baxter, Matt Dahan, Siân Heder und Marius de Vries)[25]

Screen Actors Guild Awards 2022
- Auszeichnung als Bester Nebendarsteller (Troy Kotsur)
- Auszeichnung als Bestes Schauspielensemble

Sundance Film Festival 2021
- Auszeichnung mit dem U.S. Grand Jury Prize: Dramatic (Siân Heder)
- Auszeichnung mit dem U.S. Dramatic Award for Directing (Siân Heder)
- Auszeichnung mit dem Audience Award: U.S. Dramatic
- Auszeichnung mit dem U.S. Dramatic Special Jury Award for Ensemble Cast[26]

Women in Film Awards 2021
- Auszeichnung mit dem Crystal Award (Marlee Matlin)
- Auszeichnung mit dem Crystal Award (Siân Heder)

Writers Guild of America Awards 2022
- Auszeichnung für das Beste adaptierte Drehbuch (Siân Heder)[27]

## Andere Filme mit demselben Thema
Es gab zuvor bereits zwei Filme, in denen ebenfalls eine Tochter gehörloser Eltern Musikerin bzw. Sängerin werden will:
- Jenseits der Stille (1996)
- Verstehen Sie die Béliers? (2014)